# Equicio
San Equicio (en italiano: Sant'Equizio, AD ~480/490 - 560/571) fue un abad del siglo VI. Nació entre 480 y 490 en la región de Valeria Suburbicaria (actual L'Aquila-Rieti-Tivoli). San Gregorio Magno se refiere a Equicio en sus Diálogos, y afirma que Equicio fue un seguidor de San Benito de Nursia. Equicio trabajó para difundir el monacato en Italia y en Occidente pero nunca fue ordenado sacerdote. San Equicio murió hacia el año 560 o 571.
Es el patrón de la ciudad de L'Aquila. Su festividad es el 11 de agosto.
'"Tan grande era el celo por la salvación de las almas que le consumía, que sin descuidar la dirección de varios monasterios, viajaba constantemente y visitaba iglesias, ciudades, pueblos y casas, tratando de encender en los corazones de sus oyentes el fuego del amor de Dios. " -  de los Diálogos del Papa San Gregorio.